# 乐思绣球
乐思绣球（学名：Hydrangea rosthornii）为绣球花科绣球属下的一个种。

## 扩展阅读
- 維基物種上的相關：乐思绣球